# Tuolumne Meadows

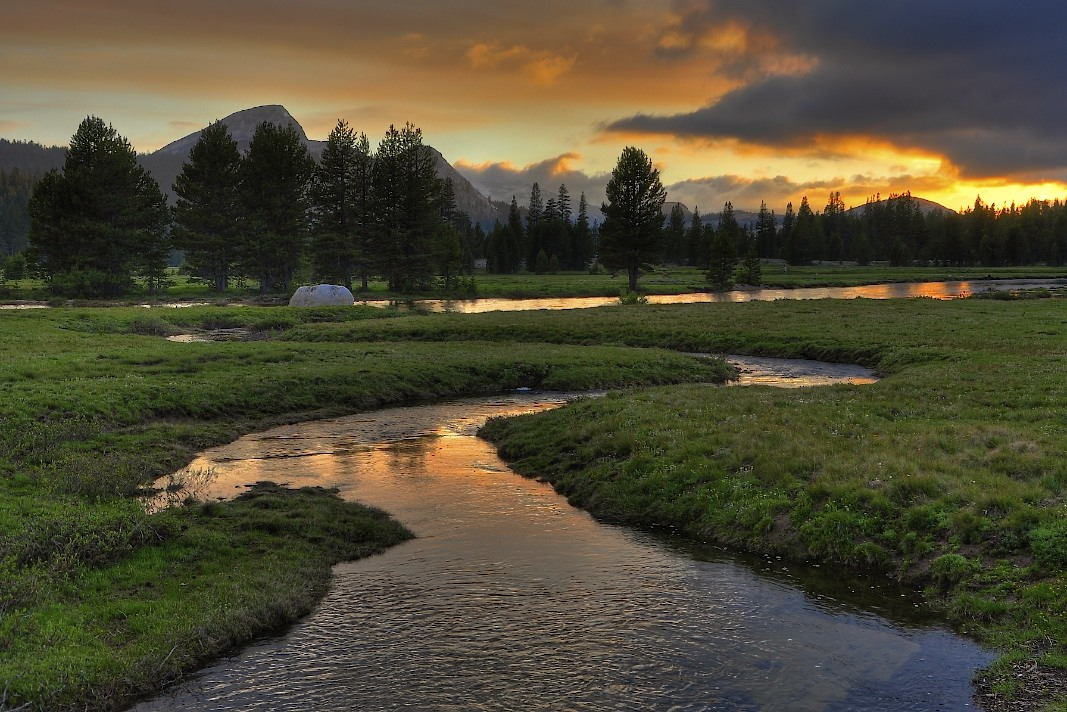
Zonsondergang in de Tuolumne Meadows

De Tuolumne Meadows zijn een glooiende, subalpiene made met daarin verschillende granieten domes, gelegen langs de Tuolumne River in het oosten van Yosemite National Park. De madevegetatie is tot stand gekomen door het ondiepe grondwater. Dat water is afkomstig van de 1000 mm jaarlijkse neerslag, vooral in de vorm van sneeuw. In de lente is het niet ongewoon dat de hele made onder water staat.
Het gebied staat bekend om de uitgebreide mogelijkheden om er aan bergklimmen te doen. Zowel het John Muir Trail als het Pacific Crest Trail passeren de Tuolumne Meadows.
Bezienswaardigheden: Bridalveil Fall · Cathedral Lakes · Cathedral Peak · Chilnualna Falls · Clouds Rest · El Capitan · Emerald Pool · Glacier Point · Grand Canyon of the Tuolumne · Grizzly Giant · Half Dome · Hetch Hetchy · Horsetail Fall · John Muir Trail · Mariposa Grove · Merced Grove · Merced River · Mount Conness · Mount Dana · Mount Lyell · Mount Starr King · Nevadawaterval · Ostrander Lake · Pacific Crest Trail · Sentinel Dome · Sentinel Rock · Tenaya Canyon · Tenaya Lake · Tunnel View · Tuolumne Grove · Tuolumne Meadows · Tuolumne River · Vernalwaterval · Wawona Tunnel Tree · Yosemite Valley · Yosemitewaterval

Bebouwing: Ahwahnee Hotel · Badger Pass Ski Area · Camp 4 · Curry Village · Glacier Point Hotel · Housekeeping Camp · LeConte Memorial Lodge · Pioneer Yosemite History Center · Rangers' Club · Parsons Memorial Lodge · Wawona · Wawona Hotel · Yosemite Valley Chapel · Yosemite Valley Lodge · Yosemite Village

Vervoer: SR 41 · SR 120 · SR 140 · Wawona Tunnel · Yosemite Area Regional Transportation System

Personen: Ahwahnechee · Chief Tenaya · Frederick Law Olmsted · Galen Clark · John Conness · John Muir · Sierra Miwok · Stephen Mather · Robert Underwood Johnson